# Poul Anderson
Poul William Anderson (25. november 1926 i Bristol, Pennsylvania, USA – 31. juli 2001) var en særdeles produktiv amerikansk science fiction-forfatter med danske rødder. Poul Anderson skrev også fantasy, for eksempel King of Ys-serien.
1971 modtog han en Nebula Award for The Queen of Air and Darkness, 1972 for Goat Song og 1981 for The Saturn Game.
Danske titler:
1. Hjernechok fra universet (Originaltitel: Brain wave - Nyt Dansk Forlag (Fremtidsromaner); 1957)
2. Den fortabte by (Originaltitel: Vault of the ages - Nyt Dansk Forlag (Fremtidsromaner, 8); 1958)
3. Tidens vogtere : noveller (Originaltitel: Guardians of time - Indhold: Tidspatrulje ; Tapper nok til at være konge ; Det eneste spil i byen ; Delenda est - Stig Vendelkær (SV Science Fiction); 1968)
4. Stjernetrusten : noveller (Originaltitel: Trader to the Stars - Regulus Science Fiction; 1973)
5. Tid og Stjerner: noveller (Originaltitel: Time and Stars - Regulus Science Fiction; 1973)
6. Oprørske verdener (Originaltitel: The Rebel worlds - Stig Vendelkær (SV Science Fiction); 1974)
7. Salut for Anderson (2 romaner i 1, Originaltitel: Call me Joe, escape from Orbit & The Man who came early - Regulus Science Fiction; 1974)
8. Håbets planet (Originaltitel: Planet of no return - Regulus Science Fiction; 1975)
9. De fjendtlige stjerner (Originaltitel: The Enemy stars - Regulus Science Fiction; 1977)
10. Fuglemændenes krig (Originaltitel: The Man who counts * War of the Wing-Men - Regulus Science Fiction; 1978)
11. Vindens folk (Originaltitel: The People of the Wind, Serietitel: Avalon sagaen, nr. 1 - Notabene (Science Fiction Biblioteket); 1983)
12. Sejrens vinger (Originaltitel: The Earth Book of Stormgate (udvalg), Serietitel: Avalon sagaen, nr. 2 - Notabene (Science Fiction Biblioteket); 1985)

Antologier:

"Supernova" i Kaleidoskop, bind 1, Regulus Science Fiction, 1975

"Kold krig" i Kaleidoskop, bind 2, Regulus Science Fiction, 1976